# Gramatyka generatywna
Gramatyka generatywna – koncepcja lingwistyczna, która zamierza wyjaśnić kompetencję mówiącego (słuchającego) w zakresie tworzenia (rozumienia) zdań danego języka, polegającą między innymi na tym, że każdy mówiący jest zdolny do konstruowania zdań, których dotąd nie zbudował, a słuchający do rozumienia zdań, których dotąd nie słyszał. Inaczej mówiąc, każdy użytkownik języka jest w stanie rozstrzygnąć, czy dane zdanie należy do języka, w którym się wypowiada (jest poprawne w tym języku), czy też doń nie należy (jest w nim niepoprawne). Zdolność ta tłumaczy się faktem rozporządzania przez mówiącego skończoną liczbą reguł gramatycznych, za pomocą których tworzy on syntagmy i zdania ze znanych sobie wyrazów.
Gramatyka generatywna jest skończonym zbiorem reguł (zwanych regułami gramatycznymi), który wymienia wszystkie ciągi i przypisuje każdemu z nich opis strukturalny, na który składa się zbiór elementów tworzących ciąg, jego szyk wewnętrzny i zewnętrzny oraz każda inna informacja gramatyczna potrzebna do określenia sposobu, w jaki dany ciąg został użyty i zrozumiany.
Teoria generatywna jest neutralna w relacji nadawca-odbiorca, tj. nie jest ani gramatyką mówiącego (systemem wyjaśniającym kodowanie przekazu przez nadawcę), ani też słuchającego (systemem opisującym dekodowanie otrzymanego przekazu).
Według Chomsky’ego (1965) należy rozróżniać kompetencje mówiącego, czyli jego zdolność rozpoznawania i stosowania reguł gramatyki, od realizacji aktu mowy (ang. performance). Gramatyka generatywna wyjaśnia kompetencje, lecz nie realizację.